# Jamal Al-Saffar
Jamal Al-Saffar (ar. جمال عبدالله الصفار, ur. 24 października 1971) – saudyjski lekkoatleta, sprinter.

## Osiągnięcia
- 2 złote medale mistrzostw Azji w startach indywidualnych (bieg na 100 m, Dżakarta 2000 i Kolombo 2002)
- złoto igrzysk azjatyckich (bieg na 100 m, Pusan 2002)
- 5. miejsce podczas pucharu świata (bieg na 100 m, Madryt 2002)
- dwa starty na igrzyskach olimpijskich, w obu przypadkach (Atlanta 1996 i Sydney 2000) nie awansował do fazy finałowej

## Rekordy życiowe
- bieg na 100 m – 10,19 (2002 i 2004)